# Mamedkala
Mamedkala (en russe : Мамедкала) est une commune urbaine de la république du Daghestan, dans la fédération de Russie. Sa population s'élevait à 12 330 habitants en 2010. 

## Géographie
Mamedkala se trouve à 20 kilomètres au nord-ouest de Derbent, au bord de la rivière Darvagtchaï. L'autoroute M29 (« Caucase ») passe à l'ouest de Mamedkala.
Le bourg possède une gare sur la ligne de chemin de fer du Caucase du Nord.
Mamedkala appartient au raïon de Derbent.
La ville est desservie par la route fédérale R217, route reliant la M4 à la frontière avec l'Azerbaïdjan en desservant les villes de Ciscaucasie.

## Population

### Démographie
Recensements (*) ou estimations de la population  :
| 1970* | 1979* | 1989* | 2002* | 2010*  |
| ----- | ----- | ----- | ----- | ------ |
| 5 107 | 5 813 | 5 990 | 8 374 | 12 330 |

### Nationalités
Selon les résultats du recensement de 2002, la population de Mamedkala se répartissait entre les nationalités suivantes :
- 33,4 % de Darguines
- 24,6 % d'Azerbaïdjanais
- 22,4 % de Tabassaranes
- 7,1 % d'Agoules
- 5,3 % de Lezguiens (442 habitants)
- 3,1 % de Koumyks (257 habitants)
- 2,1 % de Laks (173 habitants)
- 1,6 % de Russes (134 habitants)
- Autres nationalités : 79 habitants.